# 大橋梓
大橋 梓（おおはし あずさ、1988年8月27日 - ）は、大阪府出身の女優。

## 来歴
7歳より「劇団あすなろ」養成所にて演技の勉強を始める。NHK朝の連続テレビ小説『オードリー』ヒロイン少女時代等、ドラマ・CMに出演。
中学・高校時代は学業に専念し活動を休止し、関西学院大学法学部進学を機に有限会社「アンクル」に所属し活動を再開。
特技は食パンをまっすぐに切ること、フォームミルクをヴェルベットのようになめらかに仕上げること。趣味は読書、映画鑑賞、ボウリング。

## 出演作品

### ドラマ
- 連続テレビ小説（NHK総合）
  - オードリー（2000年） - 主人公・佐々木美月（少女時代） 役、佐々木春海 役（二役）
  - 純と愛（2013年） - 天野巌の娘 役
  - ごちそうさん（2014年） - 復員兵の妻 役[2]
  - マッサン（2015年） - 宮下久美 役
  - ぺっぴんさん（2016年） - 野菜をもらう人 役
  - わろてんか（2018年） - 女学生 役
  - スカーレット（2020年） - 「中淀はたらく母の会」メンバー
  - おちょやん（2021年） - ラジオドラマ長女・京子（女優中村律子） 役
  - 舞いあがれ!（2022年-2023年） - 浦莉子[3] 役
- 離婚計画〜いつか愛したあなたへ〜（TBS、2000年3月27日 - 5月26日） - 中田りん 役
- 夫婦善哉 第1、2話、最終話（NHK総合、2013年8月24日 - 9月14日）
- さぬきうどん融資課（NHKBSプレミアム、2014年5月21日） - 新田雪子 役
- 二十歳と一匹（NHK総合、2015年1月17日）
- 遺品整理人 谷崎藍子5 （テレビ朝日、2015年7月27日） - 矢野初枝（若き日） 役
- 経世済民の男 第2部（NHK総合、2015年9月5日）
- 科捜研の女15 第11話（テレビ朝日、2016年）
- 安楽椅子探偵 ON STAGE（ABC、2017年1月6日 - 14日） - 江坂紗夜 役
- 心の傷を癒すということ 第4話（NHK総合、2020年2月8日）
- あなたのブツが、ここに 第5話、第12話（NHK総合、2022年） - 担任長谷川 役
- バニラな毎日 第4回、第6回、第30回、第31回（NHK総合、2025年） - 明日香 役

### CM
- 全日本家庭教育研究会「ポピー」
- エースコック 「ワンタンメン」（2020年）
- オムロン「けんおんくん」